# Pere Bosch i Gimpera
Pere Bosch i Gimpera (Barcelona, 22 de març de 1891 - Ciutat de Mèxic, 9 d'octubre de 1974) va ser un arqueòleg i prehistoriador i una de les personalitats científiques catalanes més conegudes internacionalment. Casat amb Josefina García Díaz, fou pare del també historiador, nacionalitzat mexicà, Carles Bosch i Garcia. Fou rector de la Universitat de Barcelona entre 1933 i 1939.

## Biografia
Fou fill de Pere Bosch i Padró, de La Roca del Vallès, i de Dolors Gimpera i Juncà, mestra de brodats natural de Lloret de Mar. Inicià estudis de Dret però passà a fer els de Filosofia, tot especialitzant-se en filologia clàssica i va ampliar estudis a Berlín, on el mestre Ulrich von Wilamowitz-Möllendorf el dirigí cap a la prehistòria. Les seves primeres publicacions van ser sobre la civilització cretomicènica (1912) i sobre l'origen de la tragèdia grega (1913). També va traduir Homer. L'any 1915 va ser nomenat director del servei d'excavacions de l'Institut d'Estudis Catalans i professor dels Estudis Universitaris Catalans. El 1916 fou nomenat catedràtic d'història antiga a la Universitat de Barcelona. El 1919 publicà Prehistòria catalana. Ja des d'aquella època primerenca es mostra decididament partidari de l'ús de la llengua catalana en les publicacions científiques.
A partir del 1919 i fins a la seva mort va mantenir una amistat i correspondència privada amb el seu alumne i company Lluis Pericot i Garcia. Un altre deixeble important fou Josep de Calassanç Serra i Ràfols. Fou un dels creadors de l'Associació Catalana d'Antropologia, Etnografia i Prehistòria, i el 1929 organitzà a Barcelona el Congrés Internacional d'Arqueologia.
Amb l'obra Etnografía de la península Ibèrica (1932) desenvolupa tesis innovadores que li donarien renom. A partir de 1933 és nomenat rector de la Universitat de Barcelona. Militant d'Acció Catalana, es va implicar en la política de la Generalitat republicana, ocupant els càrrecs de rector de la Universitat Autònoma de Barcelona (1933-1939) i de Conseller de Justícia en el govern de Lluís Companys (1937-1939). Va ser empresonat al vaixell Uruguay juntament amb altres membres del govern català després dels Fets del sis d'octubre de 1934, cosa que va provocar protestes internacionals.
Després de la guerra civil hagué d'exiliar-se a Mèxic, on fou professor a la Universidad Nacional Autónoma de México i a l'Escuela Nacional de Antropología. Posteriorment va ser sotmès a una campanya de desprestigi a la Universitat de Barcelona dominada pels franquistes. El 1945 va publicar a Mèxic La formación de los pueblos de España. Va donar nombrosos cursos i conferències i del 1948 al 1952 fou cap de la divisió de filosofia i humanitats de la UNESCO.
El 1971 obtingué la nacionalitat mexicana. Tres anys més tard, el 1974, va morir a Ciutat de Mèxic.

## Publicacions
- Bosch Gimpera, Pere. Sóbres el problema de l'origen de la tragedia grega. [S.l. : s.n., 191-?]. Disponible a: Catàleg de les biblioteques de la UB

- Bosch Gimpera, Pere. Grecia y la civilización crético-micénica. Barcelona : Casa Editorial Estudio, 1914. Disponible a :Catàleg de les biblioteques de la UB

- Bosch Gimpera, Pere. El Problema de la cerámica ibérica. Madrid : Museo Nacional de Ciencias naturales, 1915. Disponible a :Catàleg de les biblioteques de la UB

- Bosch Gimpera, Pere. L'Edat de la pedra . Barcelona : Consell de Pedagogia de la Diputació de Barcelona, [1916?]. Disponible a :Catàleg de les biblioteques de la UB

- Bosch Gimpera, Pere. Prehistòria Catalana : edats de la pedra i dels metalls, colonització grega, etnografia . Barcelona : Editorial Catalana, 1919. Disponible a: Catàleg de les biblioteques de la UB

- Schulten, Adolf. Hispania : Geografía, Etnología, Historia, traducida del alemán por Pedro Bosch Gimpera, Miguel Artigas Ferrando con un apéndice sobre la Arqueología Preromana Hispánica por el doctor Pedro Bosch Gimpera. Barcelona : Tip. La Académia de Serra y Rusell, 1920. Disponible a: Catàleg CCUC[Enllaç no actiu]

- Bosch Gimpera, Pere. Discursos llegits en la Real Academia de Buenas Letras de Barcelona en la solemne recepció pública de D. Pere Bosch Gimpera el dia 16 de juliol de 1922. Barcelona : [Real Academia de Buenas Letras de Barcelona], 1922. Disponible a: Catàleg de les biblioteques de la UB

- Bosch Gimpera, Pere, «Ensayo de una reconstrucción de la etnología prehistórica de la Península Ibérica »,  Boletín de la Biblioteca Menéndez y Pelayo Santander : la Sociedad, 1919- 0006-1646, 132 p., [1] f. pleg.: map.. Disponible a:Catàleg de les biblioteques de la UB

- Bosch Gimpera, Pere. Problemes d'història antiga i arqueologia tarragonina : conferència dada en el Saló de Sessions de l'Excma. Diputació Provincial al 26 de novembre de 1922 . Tarragona : [s.n.], 1925 (Tall. Gráf. Suc. de Torres & Virgili). Disponible a :Catàleg de les biblioteques de la UB

- Bosch Gimpera, Pere. La Migration des types hispaniques a l'énéolithique et au début de l'age de bronze. Paris : Ernest Leroux, 1925. Disponible a: Catàleg de les biblioteques de la UB

- Bosch Gimpera, Pere. Historia de la antigüedad. Primera parte, Historia de Oriente. Barcelona : Sucesores de Juan Gili, 1927-1928. Disponible a: Catàleg de les biblioteques de la UB

- Bosch Gimpera, Pere.  Las Razas humanas : su vida, sus costumbres, su historia, su arte . Barcelona : Instituto Gallach de Librería y Ediciones, cop. 1928. Disponible a: Catàleg de les biblioteques de la UB

- Bosch Gimpera, Pere.  El estado actual de la investigación de la cultura ibérica . Madrid : Tipografía de Archivos, 1929. Disponible a: Catàleg de les biblioteques de la UB

- Bosch Gimpera, Pere. Las Representaciones teatrales en Grecia y Roma. [Barcelona] : Instituto del Teatro Nacional, 1929. Disponible a: Catàleg de les biblioteques del CCUC[Enllaç no actiu]

- Bosch Gimpera, Pere.  El Arte en España : guía de la sección España primitiva del museo del Palacio Nacional. Valencia [etc.] : Herma, 1929. Disponible a: Catàleg de les biblioteques de la UB

- Bosch Gimpera, Pere. Emporion. [Barcelona] : Exposición Internacional de Barcelona, 1929. Disponible a: Catàleg de les biblioteques de la UB

- Bosch Gimpera, Pere.  La Cultura ibérica del Bajo Aragón . Barcelona : Exposición Internacional de Barcelona, 1929. Disponible a: Catàleg de les biblioteques de la UB

- Bosch Gimpera, Pere.  El Museo arqueológico de Barcelona . [Barcelona] : Exposición Internacional de Barcelona, 1929. Disponible a: Catàleg de les biblioteques de la UB

- Bosch Gimpera, Pere.  Etnologia de la península Ibèrica. Barcelona : Alpha, 1932. Disponible a: Catàleg de les biblioteques de la UB

- Bosch Gimpera, Pere. Emporion. Barcelona : [Museu d'Arqueologia de Barcelona], 1934. Disponible a: Catàleg de les biblioteques de la UB

- Bosch Gimpera, Pere. España romana : 218 a. de J.C.-414 de J.C.. Historia de España (Espasa-Calpe); 2. Madrid : Espasa-Calpe, 1935. Disponible a: Catàleg de les biblioteques de la UB

- Bosch Gimpera, Pere: Discursos llegits en l'Acadèmia de Bones Lletres de Barcelona en la solemne recepció pública de Joaquim Balcells, el dia 5 de juliol del 1936 / resposta de Pere Bosch Gimpera. Barcelona : Acadèmia de Bones Lletres, 1936. Disponible a: Catàleg de les biblioteques de la UB

- Bosch Gimpera, Pere. L'Art grec a Catalunya. Monografies d'art hispànic. Barcelona : A.D.A.C., 1937. Disponible a:

- Bosch Gimpera, Pere.  El Palacio del Infantado (Guadalajara) : el fascismo destruye el tesoro artístico de España . [S. l.] : Servicio de Información del Patronato Nacional de Turismo, [1937?]. Disponible a: Catàleg de les biblioteques de la UB

- Bosch Gimpera, Pere. The Infantado-Palace (Guadalajara) : fascism destroys Spain's art-treasures . [S. l.] : Information Service of the Spanish State Tourist Department, [1937?]. Disponible a: Catàleg de les biblioteques de la UB

- Bosch Gimpera, Pere. España : conferencia dada por Pedro Bosch Gimpera. Valencia : Gràficas Vives Mora Intervenida, 1937. Disponible a:

- Bosch Gimpera, Pere. L'Art grec a Catalunya. Barcelona : A.D.A.C., 1938. Disponible a: Catàleg de les biblioteques de la UB

- Bosch Gimpera, Pere.  El Poblamiento antiguo y la formación de los pueblos de España . México : Imprenta Universitaria, 1944. Disponible a :Catàleg de les biblioteques de la UB

- Bosch Gimpera, Pere. Las Razas humanas : su vida, sus costumbres, su historia, su arte / por Luis Trias de Bes ... [et al.]; director científico: Pedro Bosch Gimpera. Barcelona : Instituto Gallach de Librería y Ediciones, cop. 1945. Disponible a: Catàleg de les biblioteques de la UB

- Bosch Gimpera, Pere.  El hombre primitivo y su cultura . México : Secretaría de Educación Pública, 1945. Disponible a: Catàleg de les biblioteques de la UB

- Bosch Gimpera, Pere. Història de Catalunya. Mèxic, D.F. : Catalònia, 1946. Disponible a: Catàleg de les biblioteques de la UB

- Bosch Gimpera, Pere.  Historia de Oriente . Guatemala : [s.n.], 1947-1951. Disponible a: Catàleg de les biblioteques de la UB

- Bosch Gimpera, Pere. Sobre problemas de la prehistoria americana. [Mèxico, D.F. : s.n., 1948?]. Disponible a: Catàleg de les biblioteques de la UB

- Bosch Gimpera, Pere. Corpus vasorum antiquorum : Espagne : Musée archéologique de Barcelone Corpus vasorum antiquorum. Espagne; 3-4. Barcelone : Institut d'Estudis Catalans, 1951-1965. Disponible a: Catàleg de les biblioteques de la UB

- Bosch Gimpera, Pere. España romana : 218 a. de J.C.-414 de J.C.. Historia de España (Espasa-Calpe); 2. Madrid : Espasa-Calpe, 1955. Disponible a:  Catàleg de les biblioteques de la UB]

- Bosch Gimpera, Pere. Una Democracia medioeval . México, D.F. : Imp. La Antorcha, 1955. Disponible a: Catàleg de les biblioteques de la UB

- Bosch Gimpera, Pere. Todavía el problema de la cerámica ibérica Cuadernos del Instituto de Historia. Serie antropológica; 2. México : Universidad Autónoma de México, 1958. Disponible a: Catàleg de les biblioteques de la UB

- Bosch Gimpera, Pere.  Cataluña, Castilla, España. México : Ediciones de Las Españas, 1960. Disponible a: Catàleg de les biblioteques de la UB

- Bosch Gimpera, Pere. El Problema Indoeuropeo. México : Dirección General de Publicaciones, 1960. Disponible a: Catàleg de les biblioteques de la UB

- Bosch Gimpera, Pere.  Las razas humanas : su vida, sus costumbres, su historia, su arte . Barcelona : Instituto Gallach de Librería y Ediciones, DL 1962. Disponible a: Catàleg de les biblioteques de la UB

- Bosch Gimpera, Pere. El Próximo Oriente en la antigüedad. Pormaca; 4. México, D. F. : Pormaca, 1964. Disponible a: Catàleg de les biblioteques de la UB

- Bosch Gimpera, Pere.  L'Amérique avant Christophe Colomb : préhistoire et hautes civilisations . Bibliothèque historique (Payot). Paris : Payot, 1967. Disponible a: Catàleg de les biblioteques de la UB

- Bosch Gimpera, Pere. El Glaciarismo. [S.l. : s.n., 197.?]. Disponible a: Catàleg de les biblioteques de la UB

- Bosch Gimpera, Pere.  La Universitat i Catalunya . Llibres a l'abast; 97. Barcelona : Edicions 62, 1971. Disponible a: Catàleg de les biblioteques de la UB

- Bosch Gimpera, Pere. Paletnología de la Península Ibérica : colección de trabajos sobre los Celtas, Iberos, Vascos, Griegos y Fenicios . Graz : Akademische Druck, 1974. Disponible a: Catàleg de les biblioteques de la UB

- Bosch Gimpera, Pere.  La América pre-hispánica . Ariel historia; 6. Barcelona : Ariel, 1975. Disponible a: Catàleg de les biblioteques de la UB

- Bosch Gimpera, Pere. Prehistoria de Europa : las raíces prehistóricas de las culturas de Europa. Colegio universitario; 5. Istmo, DL 1975. Disponible a: Catàleg de les biblioteques de la UB

- Bosch Gimpera, Pere.  La España de todos . Hora H; 72. Madrid : Seminarios y Ediciones, DL 1976. Disponible a: Catàleg de les biblioteques de la UB

- Bosch Gimpera, Pere. Las Razas humanas. Barcelona : Instituto Gallach, DL 1976. Disponible a : Catàleg de les biblioteques de la UB

- Bosch Gimpera, Pere.  Espanya . Barcelona : Edicions 62, 1978 (Nova-Gràfik). Disponible a: Catàleg de les biblioteques de la UB

- Bosch Gimpera, Pere. Correspondència, 1969-1974 / P. Bosch-Gimpera, R. Olivar-Bertrand. Barcelona : Proa, 1978. Disponible a : Catàleg de les biblioteques de la UB

- Boch Gimpera, Pere.  Memòries , Biografies i memòries (Edicions 62); 5. Barcelona : Edicions 62, 1980. Disponible a: Catàleg de les biblioteques de la U.B.

- Bosch Gimpera, Pere. Les Indo-Européens : problèmes archéologiques. Paris : Payot, 1980. Disponible a :Catàleg de les biblioteques de la U.B.

- Bosch Gimpera, Pere. Informes a les autoritats britàniques / Carles Pi i Sunyer, Pere Bosch Gimpera . Barcelona : Fundació Carles Pi i Sunyer d'Estudis Autonòmics i Locals, 1992. Disponible a: Catàleg de les biblioteques de la U.B.

- Bosch Gimpera, Pere. El Problema de las españas, Tiempo de España (Algazara); 6. Málaga : Algazara, 1996. Disponible a:Catàleg de les biblioteques de la U.B.

- Bosch Gimpera, Pere. El Problema de las españas, Opúsculos. Fuentes y Documentos. México, D.F. : Universidad Nacional Autónoma de México, 1981. Disponible a: Catàleg de les biblioteques de la U.B.

- Bosch Gimpera, Pere. Viure el primer exili : cartes britàniques de Pere Bosch i Gimpera : 1939-1940, Quaderns de l'Arxiu Pi i Sunyer; 2, Quaderns de l'Arxiu Pi i Sunyer. Les ruptures de l'any 1939. Barcelona : Fundació Carles Pi i Sunyer d'Estudis Autonòmics i Locals, 1998. Disponible a: Catàleg de les biblioteques de la U.B.

- Bosch Gimpera, Pere, Etnologia de la península Ibèrica. Pamplona : Urgoiti, 2003. Disponible a:Catàleg de les biblioteques de la U.B.

- Bosch Gimpera, Pere. Base de dades Col·lecció Bosch i Gimpera [Recurs electrònic]. [Barcelona] : Universitat de Barcelona, 2005. Disponible a: Catàleg de les biblioteques de la U.B.

## Fons personal
El seu fons personal es conserva a l'Arxiu Nacional de Catalunya. La documentació produïda per Bosch i Gimpera ha estat conservada a Mèxic per la seva família des de la seva mort. L'any 1983, un fill de Bosch i Gimpera va lliurar la documentació a la Generalitat de Catalunya a través de l'entitat mexicana Acción Cultural, que va trametre l'esmentada documentació al Ministeri d'Afers Exteriors espanyol. El mateix any el Ministeri feia arribar el fons documental al Departament de Cultura i Mitjans de Comunicació de la Generalitat de Catalunya què lliurà la documentació a l'Arxiu Nacional de Catalunya. El fons es completà amb una sèrie de cartes creuades entre Pere Bosch i Gimpera i l'historiador Rafael Olivar Bertrand, que un cop editades per l'editorial Proa en un volum anomenat Correspondència, van ser lliurades per Rafael Olivard Bertrand a l'Arxiu Nacional de Catalunya.
El fons conté la documentació generada i rebuda per Bosch i Gimpera; principalment, es tracta de documentació produïda en funció de la seva activitat professional relacionada amb la investigació científica en matèria d'Arqueologia, Prehistòria i Etnografia, i vinculada a universitats i altres centres de recerca (té un especial interès la correspondència). També, cal destacar la documentació produïda en funció de la seva activitat política com a conseller de justícia del govern de la Generalitat de Catalunya (Tribunals Especials, Servicio de Información Militar, organització judicial a Catalunya, Serveis Correccionals de Catalunya), la documentació sobre les relacions amb el govern de la República, sobre les relacions internacionals durant el període de la guerra civil, i finalment, la documentació sobre l'exili (correspondència, manifestos, informes, etc.).